# Thelxinoa
Thelxinoa là một chi bướm đêm thuộc họ Noctuidae.